# پلیزنت سایت (آلاباما)
پلیزنت سایت (به انگلیسی: Pleasant Site) یک منطقهٔ مسکونی در ایالات متحده آمریکا است که در آلاباما واقع شده‌است. پلیزنت سایت ۱۵۶٫۹۷ متر بالاتر از سطح دریا قرار دارد.